# Algarkirk
Algarkirk is een civil parish in het bestuurlijke gebied Boston, in het Engelse graafschap Lincolnshire met 386 inwoners.